# Ricardo Daniel Pegnotti
Ricardo Daniel Pegnotti es un compositor, guitarrista y productor musical argentino que ha trabajado con reconocidos artistas como ZAS y Miguel Mateos

## Inicios
La primera banda que integró Pegnotti fue Pictus en 1978, junto a Daniel Bidera (guitarra), Fernando Lupano (bajo), Oky Ortíz (batería) y Juan José Fulgi (teclados). Pictus fue un grupo originario del barrio Villa del Parque de Buenos Aires del cual surgirían dos de los integrantes de ZAS, el propio Pegnotti y Fernando Lupano quien continuaría su carrera como bajista de La Torre y Charly García.

## ZAS
En 1980 Ricardo Pegnotti es convocado a integrar ZAS junto a Miguel Mateos (teclados, guitarra y voz), Alejandro Mateos (batería) y Fernando Lupano (bajo).
En 1981 tocaron tres veces como grupo soporte de Queen (28 de febrero, 1 de marzo y 8 de marzo) en el estadio de Vélez Sarsfield de Buenos Aires ante 150.000 personas.
Meses después graban en Estudios ION la canción Sólo tu amor es dinamita para un disco de selección de varios artistas llamado La isla de la música, que se editó bajo el sello Sazam Records donde también participaron León Gieco, Miguel Cantilo, Los Jaivas, María Rosa Yorio y el Negro Rada entre otros.
En 1982 se publica ZAS, álbum homónimo de la banda grabado en los estudios Music Hall para el sello Sazam Records. En este proyecto se destaca el primer hit del grupo  Va por vos, para vos. El disco fue presentado el 12 junio en el Auditorio Buenos Aires.
Los días 6 y 7 de agosto de 1982 Zas se presenta en el Teatro Astral junto a Alejandro Lerner, Celeste Carballo, Tantor y el Dúo Fantasía en el concierto Juntos es más fácil.
Ese mismo año Ricardo Pegnotti participa junto a ZAS en la grabación de Mandando todo a Singapur, el segundo LP de María Rosa Yorio, editado a través de Sazam Records con producción artística de Miguel Mateos y composiciones de Charly García, Alejandro Lerner, María Rosa Yorio y Miguel Mateos.
En el año 2010 Ricardo Pegnotti es invitado a tocar en el Estadio Luna Park junto a exmiembros de ZAS para festejar los 25 años del álbum Rockas vivas y a participar en la posterior gira por distintas provincias de Argentina. 
Durante 2011 es invitado a tocar con Miguel Mateos con quien vuelve a presentarse en el Luna Park y se suma a una gira nacional e internacional que lo llevó a recorrer gran parte de Argentina y países como México y Chile.
En 2012 participó del homenaje a Miguel Mateos por su trayectoria musical en el Salón Blanco de la Casa Rosada. 
En 2013 es invitado a tocar banjo, guitarra acústica y pedal steel guitar en el álbum La alegría ha vuelto a la ciudad, la décima producción discográfica de Miguel Mateos solista.

## Yang
Luego de su desvinculación de ZAS, Pegnotti comienza a experimentar con samplers y secuenciadores con la ayuda de Claudio Miretti. Como resultado de estas experiencias forma la banda YANG en 1985 junto a su hermano Favio "Pipi" Pegnotti (batería), Luis Texeira (bajo) y Bernardo Scoppazzo (teclados). 
En 1987 graban el LP Tu biología está rara bajo el sello DG Discos. Para este álbum Texeira y Scoppazzo son reemplazados por Daniel Bilotti y Juan José Fulgi y además ingresan Eleonora Eubel (voz) y Adriana Sica (guitarra). 
En 1988 la banda vuelve a cambiar de integrantes volcándose a un estilo más roquero. A los hermanos Pegnotti se suman Pelusa Suffloni (guitarra) y Marcelo Bevilacqua (bajo). A fines de 1990 el grupo se disuelve. 
En 1991 Pegnotti forma la banda Postal a Noruega acompañado por su hermano Favio y por Luis Texeira, con quienes viaja a Brasil donde realizan más de 40 shows. De regreso en Buenos Aires continuaron tocando en el ambiente under porteño con la incorporación de Juan Miguel Valentino (guitarra), Gabriel Veroles (saxofón) y Daniel Bilotti (bajo).

## Carrera solista
En 2001 Pegnotti inicia su carrera solista y en 2002 edita el álbum En Buenos Aires hoy, grabado en estudio El Pozo, junto a Favio Pegnotti, Marcelo Bevilacqua, Gabriel Veroles y Gina Pegnotti.
En 2004 lanza su segundo disco Irán, Irak y los diablos, con producción artística de Alejandro Mateos, grabado en el estudio de Las Pelotas ubicado en Nono, provincia de Córdoba y en el estudio La Fábrika situado en la ciudad de Guayaquil, Ecuador. Además de los integrantes que lo acompañaron en su primer trabajo, este proyecto contó con la participación de Miguel Mateos, Fernando Lupano, Raúl Chevalier, Julio Lala, Daniel Telis, Daniel Sais y Diego Mizrahi, entre otros.
En 2007 edita un disco instrumental llamado Momentos basado en distintos sonidos de guitarras eléctricas, acústicas, bandurria y pedal steel guitar. 
En 2010 compone la música para la película “Un buen día”, libro de Enrique Torres y dirección de Nicolás del Boca. La banda sonora del film es publicada en las plataformas de streaming de música.
En 2016 lanza el álbum Todos mis tesoros donde lo acompañan Favio Pegnotti, Marcelo Bevilacqua, Pablo Vilas, Fabián Prado, Nahuel Zaccagnino, Luis Rueda, Martín Wolmy y Gina Pegnotti. Este material fue presentado en el Teatro Sony de la ciudad de Buenos Aires el 25 de agosto de 2016.
Durante 2016 y principios de 2017 realiza la producción musical del álbum Adrede del cantautor ecuatoriano Luis Rueda, donde además contribuyó con una canción de su autoría No creo en la suerte y tocó varios instrumentos en algunos temas del disco.

En 2019 lanzó el álbum Bajo la lluvia de febrero junto a Favio Pegnotti, Marcelo Bevilacqua, Pablo Vilas, Fabián Prado, Nahuel Zaccagnino, Gina Pegnotti y Paulinho M.

## Discografía
Álbumes de estudio
- La isla de la música, Varios intérpretes. Con Miguel Mateos/ZAS  (1981)
- ZAS, Miguel Mateos/ZAS (1982)
- Mandando todo a Singapur, María Rosa Yorio (1982)
- Tu biología está rara, Yang (1987)
- En Buenos Aires hoy, Ricardo Pegnotti (2002)
- Irán, Irak y los diablos, Ricardo Pegnotti (2004)
- Momentos, Ricardo Pegnotti (2007)
- Todos mis tesoros, Ricardo Pegnotti (2016)[14]
- Bajo la lluvia de febrero, Ricardo Pegnotti (2019)

Cine, TV y Plataformas de Streaming
- Necesito creer otra vez, Canción principal de la Telenovela “Estrellita mía”, protagonizada por Andrea del Boca y Ricardo Darin. Ricardo Pegnotti, Enrique Torres (1987)
- U2 3D, 3D Film del concierto de U2 “Vertigo Tour”. Recording Engineer / Sound Recordist, Ricardo Pegnotti (2007) [15]
- Un buen día, Banda sonora del film "Un buen día". Ricardo Pegnotti (2010)[16]
- La hija de Dios, Banda Sonora de la serie de 10 capítulos “La hija de Dios”, una obra de Enrique Torres y Miguel Vega. Ricardo Pegnotti (2020)[17]
- Perla Negra 2.0, Banda Sonora de la reversión de la Telenovela “Perla Negra”, dirigida por Andrea del Boca. Ricardo Pegnotti (2021)[18]
- El año de la marmota, Banda sonora. Serie de 4 capítulos protagonizada por Javier Ceriani. Libro de Enrique Torres y Miguel Vega. Ricardo Pegnotti (2021)

Colaboraciones
- Subte Cielo - EP, (2007)
- Live from Rulemania, Gillespi-Crook. CD/DVD. En vivo en el Teatro Ateneo (2012)
- La 100 Vivo 2da Edición, Varios intérpretes - FM 100. Con Miguel Mateos (2012)
- Rock es amor igual, Juanse (2013)
- La alegría ha vuelto a la ciudad, Miguel Mateos (2013)
- LIMU - EP, (2015)
- Cosechero - EP, (2015)
- Seguir y andar, La Yumba (2016)
- Adrede, Luis Rueda (2017)